# Godfrey Baniau
Godfrey Baniau (ur. 28 lutego 1977 w Madangu) – piłkarz papuaski grający na pozycji bramkarza.

## Kariera klubowa
Karierę piłkarską Baniau rozpoczął klubie Nabasa United. W 2009 przeszedł do Hekari United. Wraz z Hekari trzykrotnie wywalczył mistrza Papui-Nowej Gwinei w 2010, 2011 i 2012. W 2010 roku wywalczył również klubowe mistrzostwo Oceanii.

## Kariera reprezentacyjna
W reprezentacji Papui-Nowej Gwinei Baniau zadebiutował 19 maja 2004 w wygranym 4-1 meczu z Samoa w eliminacjach Mistrzostw Świata 2006. W 2012 roku uczestniczył z kadrą narodową w Pucharze Narodów Oceanii 2012, który był jednocześnie częścią eliminacji Mistrzostw Świata 2014.